# Wilton (New Hampshire)
Pour les articles homonymes, voir Wilton.
Wilton est une municipalité américaine située dans le comté de Hillsborough au New Hampshire. Selon le recensement de 2010, sa population est de 3 677 habitants, dont 1 163 à Wilton CDP.

## Géographie
La municipalité s'étend sur 25,85 milles carrés (66,95 km2), dont 0,09 milles carrés (0,23 km2) d'étendues d'eau.

## Histoire
La localité est fondée en 1738, sous le nom de Number 2, comme avant-poste pour protéger la frontière des amérindiens. Wilton devient une municipalité en 1762. Elle doit son nom au sculpteur Joseph Wilton (en) ou à la ville anglaise de Wilton.